# Manfred Matuschewski
Manfred Matuschewski (* 2. září 1939, Oberweimar, Durynsko) je bývalý východoněmecký atlet, dvojnásobný mistr Evropy v běhu na 800 metrů.

## Sportovní kariéra
Dvakrát reprezentoval na letních olympijských hrách (Řím 1960, Tokio 1964).
Byl historicky prvním atletem z Německé demokratické republiky, který získal na atletických mistrovstvích Evropy zlatou medaili. Atleti z NDR startovali na evropském šampionátu poprvé až v roce 1958, tehdy v dresu společného německého týmu. Na mistrovství Evropy 1958 ve Stockholmu získali atleti z NDR dvě stříbrné medaile (skokan o tyči Manfred Preußger a sprinterka Hannelore Sadauová v běhu na 200 metrů), ale zlatou medaili tehdy ještě nezískali žádnou.
Závodil za klub SC Turbine Erfurt, v jehož barvách startovalo v 60. letech i několik dalších špičkových východoněmeckých běžců na středních a dlouhých tratích (například světový rekordman na 3000 metrů Siegfried Herrmann, světový rekordman na 1000m Jürgen May nebo další mistr Evropy v běhu na 800 metrů, Dieter Fromm).
Matuschewski měl přezdívku Milli-Matu ("Milimetrový Matuschewski"), kterou si vysloužil tím, že své závody vyhrával až na cílové čáře, s doslova milimetrovými náskoky před svými soupeři.

## Osobní rekord
- 800 m 1:45,7 (Lipsko 27.7.1969)

## Světový rekord Manfreda Matuschewského
- štafeta 4 × 1500 metrů 14:58,0, Postupim, 23.7.1963. Tým Německé demokratické republiky získal světový rekord v mílařské štafetě opět do svých rukou (časem 15:11,4 ho v letech 1958-1961 držela jiná východoněmecká štafeta, jejímž členem Matuschewski nebyl, 28.6.1961 tento rekord ve Versailles překonal tým Francie časem 15:04,2). V Postupimi se čtveřici MANFRED MATUSCHEWSKI, Jürgen May, Siegfried Herrmann a Siegfried Valentin podařilo poprvé v historii této disciplíny prolomit hranici 15 minut a její světový rekord vydržel až do 25.6.1965, kdy ho znovu překonala štafeta Francie (14:49,0).

## Východoněmecké rekordy Manfreda Matuschewského

### 800 metrů
- 1:45,9, Budapešť, 4.9.1966
- 1:45,7, Lipsko, 27.7.1969

### 4 × 400 metrů
- 3:10,6, Stockholm, 2.9.1962, národní tým NDR (Speer, MATUSCHEWSKI, Schüler, Benkwitz)

### 4 × 1500 metrů
- 14:58,0, Postupim, 23.7.1963, národní tým NDR (MATUSCHEWSKI, May, Herrmann, Valentin) --- světový rekord

### 3x800 metrů
- 7:20,1, Výmar, 13.9.1959, SC Turbine Erfurt (Nothnagel, König, MATUSCHEWSKI)
- 7:16,8, Berlín, 16.5.1960, SC Turbine Erfurt (Köchert, König, MATUSCHEWSKI)
- 7:13,7, Jena, 20.8.1961, SC Turbine Erfurt (Richtzenhain, Herrmann, MATUSCHEWSKI)
- 7:12,3, Rostock, 15.7.1962, SC Turbine Erfurt (May, Herrmann, MATUSCHEWSKI)
- 7:06,8, Riesa, 21.7.1963, SC Turbine Erfurt (May, Herrmann, MATUSCHEWSKI)

## Východoněmecké tituly Manfreda Matuschewského

### 800 metrů
- 1959 (1:49,6)
- 1960 (1:47,7)
- 1961 (1:49,5)
- 1962 (1:48,9)
- 1963 (1:49,0)
- 1964 (1:50,7)
- 1965 (1:51,4)
- 1966 (1:47,1)
- 1969 (1:47,5)

### 1500 metrů
- 1969 (3:46,0)